# نهمة
النهمة  هي غناء يواكب سير العمل في السفينة ، وهي فن مقصور على البحر والبحارة في سواحل الخليج العربي في البحرين، الكويت، الإمارات، قطر، السعودية ويحتوي على أغان من نوع اليامال والخطفة والمداوى والفجري والأغاني الشعبية الخفيفة التي تخضع لقواعد معينة، وكذلك أغاني الزهيري والموال وترانيم واستهلالات وأدعية وابتهالات كلها تدخل في «النهمة» ويغنيها «النهام» ولا يستخدم في هذا الفن أي من الأدوات الموسيقية المتعارف عليها في المنطقة لأنه غناء يهدف بالدرجة الأولى إلى بعث الحماس في نفوس الصيادين وتشجيعهم على العمل وبذل الجهد لتحقيق الصيد الوفير والعودة الغانمة، كما أنه في بعض جوانبه يعبر عن مقدار شوق البحارة والغواصين لزوجاتهم وعائلاتهم، ويكشف عن حجم معاناتهم في موسم الغوص.

## أنواع النهمات

### اليامال
اليامال وهو نوع من الغناء يختص بالسرد الالقائي ((ريسيتاتيف)) على ظهر السفينة وخارجها. وكلمة يامال هي نوع من التعبير الجماعي عما يجيش في صدور البحارة من الوجد والألم والفراق، كتعبير أصحاب اللغة، قولهم ((ياهي يامال))، ((وياشي يامال)) ، معناه كله الأسف والتلهف والحزن، وهذه تتم بواسطة السرد الإلقائي، كل بطريقة سرده ومخالفة أداء نحبه، بجر المجاديف على نمط واحد بشعر من الزهيري.

#### أنواع اليامال
- يامال بدينا.[8]
- ياهي يامال.
- يامال محرقي.[9]
- يامال راكد.

### الخطفة
الخطفة، وهي نوع من الغناء، يختص برفع أشرعة السفينة لابحارها باتجاهات مغايرة.
تنقسم الخطفة إلى عدة فروع مختلفة في الضرب والغناء، أهمها:
- خطفة العود.
- خطفة دواري القلمي.
- خطفة الجيب.
- خطفة الكابية.
- خطفة البومية.
- خطفة الشومندي.

وهذه المسميات تطلق على نوعية الأشرعة بحسب مقاييسها من (العود) وهو الشراع الأكبر لتنتهي إلى (الشومندي) وهي أصغر الأشرعة حجماً وهذه ترتفع على (دقالة) السفينة حاملة هذه الأشرعة، كما تطلق أيضاً على (الدقل) نفسه قولهم، الدقل العود، والدقل القلمي، وهكذا من كبيرها حتى صغيرها.
وكلمة (العود) تُطلق على كل ما هو كبير، الرجل العود، والشيخ العود، والشراع العود، وهكذا لكل شيء كبر حجمه وعظمت منزلته، كما جاء في معاجم اللغة، ((العود الجمل المسن، فإذا جاوز البعير سن العرود فهو عود.
وهكذا أطلق البحارة من مرادفات اللغة، كل ما يتصل بأجزاء السفينة وأشرعة دقالتها وضروب أغانيها، كقول أصحاب اللغة في صفة (الدقل) قولهم، وهو دقل السفينة الذي ينصب في وسطها قائماً ويقوم عليه الشراع.
وهكذا لكل خطفة شراع أو إنزال شراع من أشرعة السفينة نوع خاص من المصطلحات بجانب ما يصاحب ذلك من ضرب إيقاع وغناء وتصفيق معين يماثل ما يقع في الزفن من هز للأكتاف وحركة الرؤوس وطرقعة الأصابع واللسان بصورة تتناسب وحركة الضرب بالقدم وبمشاركة ما يصدر عنهم من أصوات النحب والهمهمة، لخطف الشراع وارتفاعه للمكان المناسب لدفع السفينة نحو جهة معلومة، في الوقت الذي يقوم فيه البحارة بخطف بقية الأشرعة كما خطف العرب الأولون، وكما يقول أصحاب اللغة، وجملة الأداة من الخطاف والمحور والبكرة والنعامتين وحبالها علق.

### الحدادي
الحدادي، وهو ما يفتقر إليه البحارة لاستعادة نشاطهم وقت الراحة في الوقت المناسب.
وهذا النوع من الغناء، وإن اختلفت فيه بعض الضروب وتباينت فيه الأسماء إلا أنه يشكل وحدة فنية قائمة بذاتها، تندرج تحت قائمة ما أسميناه الفنون البحرية الخفيفة، لذلك قام الباحث بوضع كل ما يتصل بهذه الفنون تحت اسم ما قدمناه ((الحدادي)).
هذا الضرب من الغناء يقوم به البحارة، بعد الفراغ من عمل معين لاتخاذه وسيلة من وسائل اللهو والمرح، وينقسم إلى قسمين:

#### النوع الأول
ما يتم بعد انتهاء العمل مباشرة لمواصلة عمل آخر، مثل:
- السيملي.
- الياملي.
- جفت الشراع.
- لمة المجيب.

#### النوع الثاني
ما هو للترويح عن النفس بعد فترة من العمل، مثل:
- الفجري.
- السنكني.[10][11][12]
- الشيبثي.
- الحدادي الحساوي.
- الحدادي الحجازي.
- الحدادي المسروق.
- وجميع أنواع الحدادي.[13]

وربما أضافوا إلى ذلك أنواعاً من الغناء، مثل أغاني الصوت والأغاني الشعبية الخفيفة، وهذه كلها تعتبر من الأغاني الترويحية إذ ليس لها ارتباط بالعمل ذاته، وانما يتم فيها الضرب والغناء حسب الظروف المواتية للأنس والطرب، كما أن الارتباط بين بعضها أقرب ما يكون إلى التشابه عن طريق ما يعرف ((بالتنزيلات)) والتي هي عبارة عن استهلالات يقوم بها النهامة بمصاحبة (النحب، والهمهمة) كردود مختلفة بجانب الضرب المتعدد الأجناس على إيقاعات الطيران والطبول والجحال والهاون والغشمرة في اللعب والتصفيق المزخرف.
هذا في الوقت الذي يرتبط فيه (الحدادي) خاصة بناحية الضرب الموقع في (الفن) النسائي مع ارتباطه بالنهمة والاستهلالات في غناء (الفجري) وفي الوقت الذي ينعكس فيه (الفجري) على غناء الشبيثي باختلاف بعض الضغوط الإيقاعية لارتباطه بما يعرف بغناء السنكني والذي هو عبارة عن أغانٍ من الاستهلالات الغنائية المتربطة باليامال الياهي مع وجود ضربات إيقاعية موقعة.

## أشهر نهامين الخليج

### سالم العلان
سالم العلان (1917 – 1995)
نهام بحريني ولد في منطقة قلالي في المحرق.كان سالم العلان محبوباً من الجميع، وله مكانة في قلوب كل من عاشره وصاحبه، قانعا بما أعطاه رب العالمين من رزق، يحمل ذاكرة قوية وله مقدرة على الحفظ والارتجال وسرعة البديهة، بسيطا جداً في تعامله مع الآخرين، تحمل الكثير من أجل أبنائه وضحى بالكثير من أجلهم، كما انه كان باراً في أهله وزوجته التي كانت خير عون له في رحلة حياته، ففي العام 1963م وبعد أن اشتد عليه العوز، قدم له محمد بن فرج المناعي من دولة قطر الدعوة للعيش هناك والاستقرار في قطر، خصوصاً وأن العلان كان يزور قطر من وقت لآخر وله الكثير من الأصدقاء والمحبين هناك، وبالفعل حمل أمتعته وحزم حقائبه وغادر إلى قطر لقرية باظلوف ولازم دار (مبارك بن سعيد السليطي) ولكنه في تلك الفترة لا يهنأ له النوم وكان يشعر بالحنين إلى أرضه و’’فريجه’’ وأصدقائه حتى قرر العودة إلى البحرين رغم ظروفه الصعبة.
ورغم قسوة العيش فكان العلان دائماً يردد (ربي فوقي وعالم بحالي وعيال الحلال ما ينسوني) كان يرددها في كل موقف عصيب يمر فيه، حتى بعد أن توقف العمل في الغوص فتح له ‘’صندقة’’ صغيرة ساعده صالح بن أحمد العدني ليبيع فيها بعض المرطبات ليعين أهله ويساعدهم على الحياة، وقد سافر العلان إلى أغلب الدول الخليجية وكانت تربطه علاقة متميزة مع دولة الكويت وحكامها، كما هو الحال مع دولة قطر والمملكة العربية السعودية، إلا أن هذا الفنان الكبير كان يعيش في بيت صغير في قلالي يحتوي على حوش بداخله ‘’برستي’’ ودعن ومطبخ صغير، وأنه يتلقى المساعدات من جيرانه ومن أهل الخير، حتى عمل أبناؤه وخففوا عنه متاعب الحياة.

### راشد الجيماز
راشد بن صالح بن جاسم الجيماز  نهام كويتي هو أحد عناصر الفن ورواد الغناء في البحر. كان يشدو في كل حركة يقوم بها البحارة أثناء أدائهم مهام السفينة، فيطربهم ويبث فيهم الحماسة والقوة.
يعتبر الجيماز أحد الذين صارعوا البحر خلال أيام الغوص، وعاشوا فوق السفن، يبحثون في الأعماق البعيدة عن مصدر رزق، وأحد الذين صنعوا تلك الملحمة في تاريخ الكويت. مثّل بغنائه وألحانه لحظات التسلية والمرح في حياة البحارة الخالية من كل شيء، إلا العمل الشاق، كان الجيماز نهامًا وظلت تشدّه تلك المهنة وذكرياتها حتى وفاته.
عاصر، على غرار الفنانين الشعبيين، الجيلين، جيل البحر وجيل النفط، وهو من النهامين المعروفين الذين ضحّوا بشبابهم بين أمواج البحار الهائجة ولياليها المظلمة، وكان دوره آنذاك مهمًّا جدًّا ليعطي جوا من الطرب أثناء العمل الشاق الذي يلاقيه البحارة خلال أداء الواجب.

### جمعة بوسماح
جمعة فيروز عبد الله بوسماح  (1917 – 1995) نهام إماراتي ولد في منطقة المصلى في الشارقة.بوسماح شخصية وإسطورة إماراتية شعبية في ميدان الغناء البحري وحياة البحر، بوسماح لم ينل حقه من التقدير في حياته أو حتى الاحتفاء به بعد الممات كشخصية صنعت ليس بالقليل من تاريخ الإمارات وخاصة في الفنون الشعبية، فهو أحد أبرز النهاميين في المنطقة وآخرهم في الإمارات، ساهم في إظهار فرقة العيالة وتأمين الاستمرارية لها، وكان أحد مؤسسي جمعية الشارقة للفنون الشعبية، حيث خصص بيته ليكون مقرا لها وذلك قبل أن تشهر رسميا من قبل وزارة العمل والشؤون الاجتماعية، ووهب جل وقته وخبراته وفنه وجهده لإحياء التراث الشعبي ونقل الموروث عن الآباء والأجداد إلى الأجيال الجديدة وتولى تدريب الشباب على ممارسة تلك الفنون الشعبية من عزف على الآلات الموسيقية التقليدية وأداء الرقصات والاستعراضات، وذلك بهدف الحفاظ على الموروث الشعبي الإماراتي وعلى استمراريته.

### سعد بن عواد
سعد بن عواد  نهام قطري.

### أحمد بوطبنية
أحمد بوطبنية  نهام بحريني.